# St'at'imc (Ethnie)
Die St'at'imc oder Stl'atl'imx, (sprich: ‘Stat-liem’ oder ‘stat-lee-um’), früher bekannt unter dem Namen Lillooet oder Lilwat, sind eine Gruppe mehrerer kanadischer First Nations. Ihre Sprache, das Lillooet (auch Lilloet oder St'at'imcets) aus der Salish-Sprachgruppe, unterteilt sich in zwei Dialektgruppen: St'at'imcets, dem Dialekt der Upper St'at'imc und Ucwalmícwts (oo-kwal-MEWK), dem Dialekt der Lower St'at'imc.

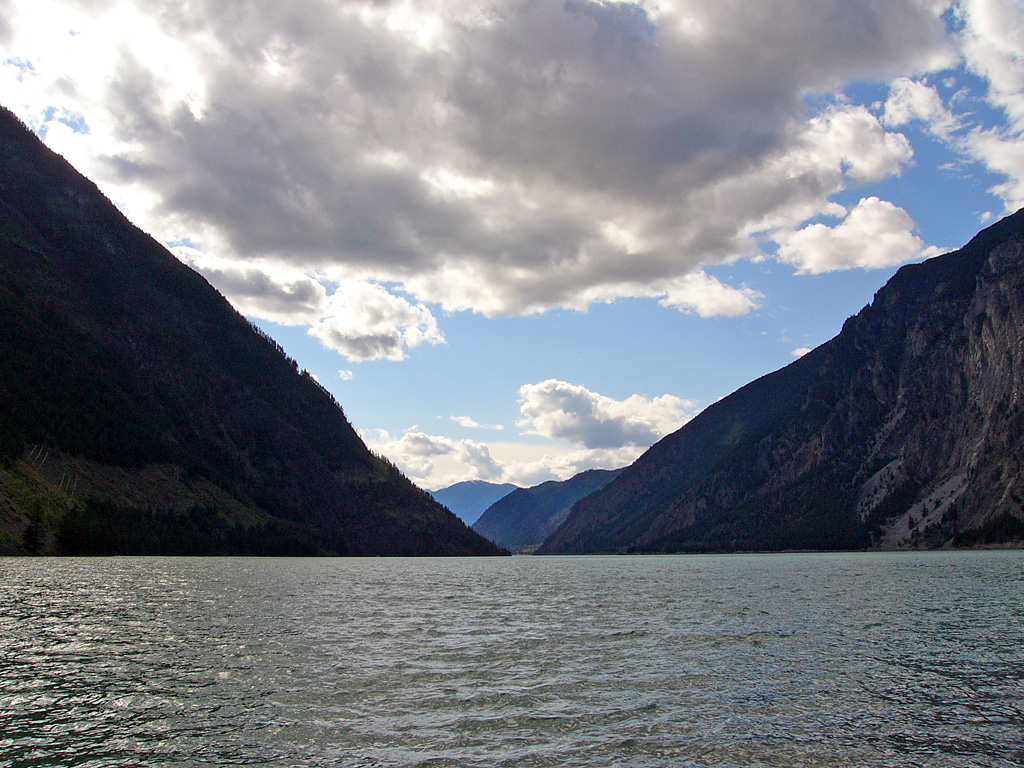
Seton-See

Kulturell und sprachlich gehören sie zusammen mit den Secwepemc, Nlaka'pamux (früher ‘Thompson’ genannt) und Okanagan zur Gruppe der Binnen-Salish, die sich, anders als die Küsten-Salish, den häufig trockeneren und gebirgigen Landschaften anpassen mussten.
Die St'at'imc werden im Allgemeinen zum nordwestlichen Plateau-Kulturareal gerechnet, jedoch hatten die Lower St'at'imc viele kulturelle Merkmale der benachbarten First Nations der Nordwestküste übernommen. Dazu zählten der Potlatch, die Erlangung von Prestige durch Reichtum und Großzügigkeit gegenüber der Gemeinschaft, bestimmte Clan-Namen, Teile der Mythologie und sogar Totempfähle in einigen Gemeinden. Dies gilt besonders für die Lil'wat First Nation (Lil’wat7ul), deren Stammesgebiete und Handelsrouten sich im Whistler- und Green-River-Tal mit den zu den Küsten-Salish zählenden Squamish überlappten.
Als sie erstmals mit Weißen in Berührung kamen, lebten sie im Tal des Lillooet River in der heutigen Provinz British Columbia. Ihre nordwestlichen Nachbarn waren die athapaskisch-sprachigen Tsilhqot'in, im Norden lebten die Secwepemc, im Osten die Nlaka'pamux, im Südwesten und Süden die Küsten-Salish.
Heute leben ungefähr 6000 St'at'imc in Kanada.

## Geschichte
Die Deklaration des St'at'imc-Stammes (Lillooet Tribe) geht auf den 10. Mai 1911 zurück und fand in Spences Bridge statt. Darin beanspruchten sie das Land einschließlich des von weißen Siedlern besetzten Gebiets um Seton Portage. Zudem beanspruchten sie erstmals den Status einer Nation. Auf sie geht, trotz der Spaltungen, der St'at'imc Chiefs Council, der Lillooet Tribal Council und die In-SHUCK-ch Nation zurück.

### Verhältnis zu benachbarten First Nations
Die St'at'imc hatten viele indigene Völker als Nachbarn, zu denen ihr Verhältnis oft von Spannungen und gegenseitigen Raub- und Vergeltungszügen geprägt war – im Nordwesten lebten die Tsilhqot'in (früher ‘Chilcotin’, in ‘St'at'imcets’ als psxíxnem) und Kwakwaka'wakw (früher ‘Kwakiutl’), im Nordosten die Secwepemc (früher ‘Shuswap’, in ‘St'at'imcets’ als Scwápmec), im Osten und Südosten die Nlaka'pamux (früher ‘Thompson’) sowie im Westen und Südwesten verschiedene Gruppen der Küsten-Salish. Meist wurden diese Konflikte durch strittige Grenzen der Fisch- und Jagdgründe ausgelöst, als auch durch die sich hierauf anschließenden Rachezüge, um den Tod eines Stammesmitglieds zu rächen. Bei diesen Auseinandersetzungen wurden gewöhnlich die unterlegenen Feinde als Sklaven heimgeführt, doch konnten diese – im Gegensatz zu den Stämmen der Nordwestküste – durch Heirat innerhalb einer Secwepemc-Familie vollwertige Mitglieder der Hausgruppen werden. Am meisten hatten unter den regelrechten Sklavenjagden der bis Mitte des 19. Jahrhunderts nach Süden vordringenden Lekwiltok, Haida sowie Tlingit, die zudem erheblich früher über Musketen und Gewehre verfügten, hierbei die St'at'imc sowie die Küsten-Salish zu leiden. Zudem zählten zu ihren Feinden die Secwepemc, Nlaka'pamux sowie Okanagan.
Die jeweils benachbarten Gruppen der St'at'imc schlossen sich oft gegen ihre Gegner zusammen, um sich den Erfolg im Krieg zu sichern – hierbei konnten sie auf existierende verwandtschaftliche Bande durch Heiraten zwischen den einzelnen Familien benachbarter Dörfer (aber verschiedener Gruppen) zurückgreifen, um Hilfe bei der Verteidigung gegen Feinde oder um Unterstützung in einem Vergeltungszug zu bekommen.
Heiraten zwischen benachbarten St'at'imc-Gruppen oder auch First Nations stellten eine bedeutende Überlebensstrategie der verschiedenen Binnen-Salish-Gruppen dar, da das Ausbleiben des jährlichen Lachs zu Hunger oder erzwungener Abwanderung führen konnte, und man, vertrauend auf die etablierten familiären Bande, Jagd- und Fischgründe teilen konnte.

### Kolonialherrschaft, Goldrausch, Pocken

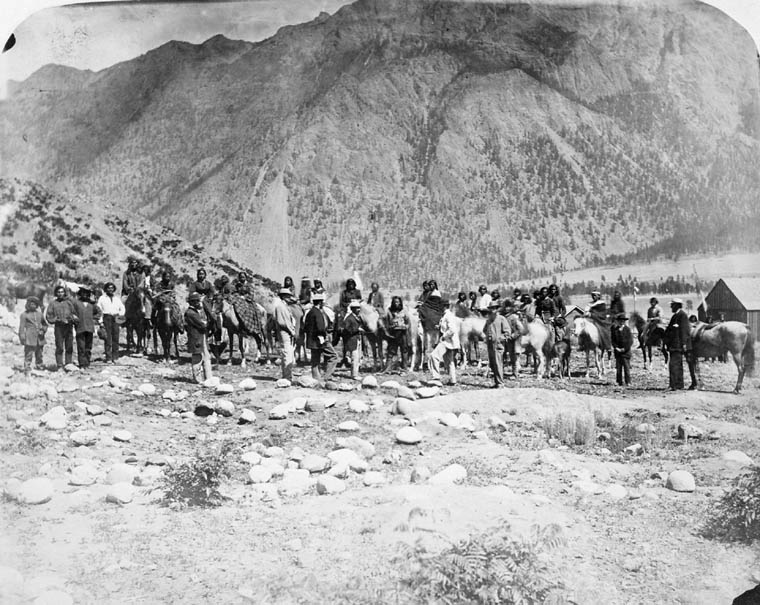
St'at'imc (Lillooet) Nation, Charles Gentile 1865

Xaxl'ip-Häuptling Tsil.husalst († 1883) verhandelte 1865 in Lillooet mit Vertretern der britischen Kolonialregierung. Dabei wurden mündliche Vereinbarungen getroffen, die in die Tradition als „one third“ agreement eingegangen sind. Diese „Ein-Drittel-Vereinbarung“, an die Xaxl'ip-Häuptling Ernest Jacob († 1985) erinnerte, war eine Folge des Sieges im so genannten Fraser-Canyon-Krieg von 1858. Darin sollte jeder der beteiligten Parteien das Recht zustehen, ein Drittel der Ressourcen des Gebietes zu beanspruchen.
Der Fraser-Canyon-Goldrausch hatte ab 1858 katastrophale Folgen für die Indianer der Region. Die Douglas Road führte mitten durch ihr Gebiet, und auf ihr zogen Tausende von Goldsuchern in den Norden. 1862 schleppten kalifornische Goldsucher die Pocken über Victoria in die Region ein, und ganze Dörfer starben daran.

### Kanada, Zerstörung der natürlichen Ressourcen
1884 folgte der Cayoosh Gold Rush, der seinen Namen von der Fundstätte in der Nähe von Lillooet erhielt. Diese Gebiete wurden bald von größeren Explorationsunternehmen ausgebeutet, wie der Cayoosh Creek Cyanide Mill und der Bralorne Pioneer Gold Mine, der reichsten Goldmine Kanadas (1887 bis 1971 betrieben). Der Rohstoff, den erstere gewann, wurde zum Betrieb der Goldmine gebraucht. Die Abfallprodukte vergifteten die Bäche in weitem Umkreis.

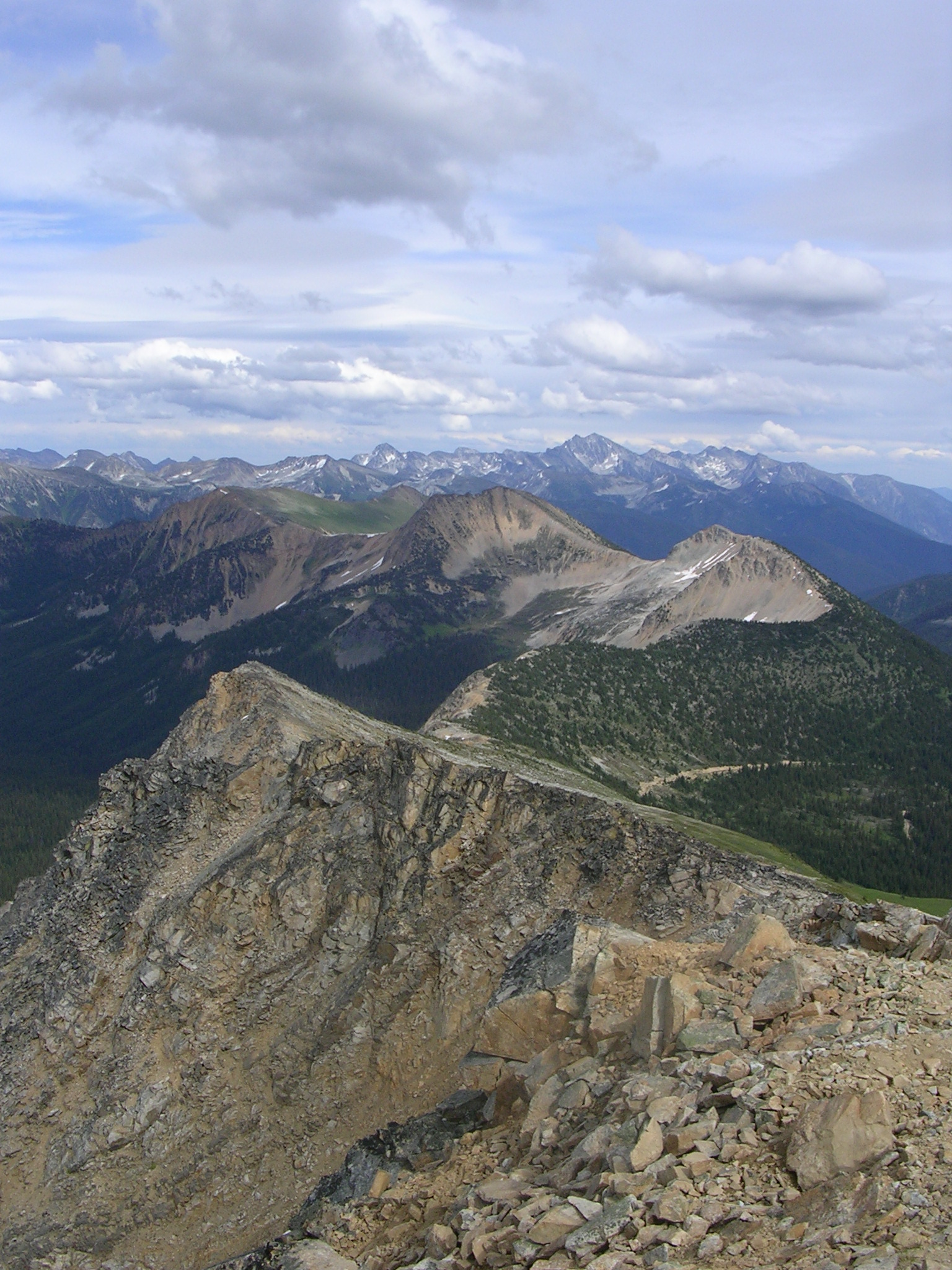
Blick vom Gott Peak

Darüber hinaus untersagte der British Columbia Game Act, ein Jagdgesetz von 1898, den Stämmen die Jagd, die sie traditionell betrieben, und Jagdwächter hinderten sie an dieser lebensnotwendigen Tätigkeit, verhängten Bußgelder und Gefängnisstrafen. Francis (Frank) Gott (ca. 1850–1932), einer der besten Kenner des Gebiets, flüchtete sich in ein abgelegenes Bachtal rund 25 km von Lillooet entfernt. Er weigerte sich, die Jagd aufzugeben, erschoss einen der Beamten und wurde selbst im Alter von über 80 Jahren erschossen. Der heutige Gott Creek wurde nach ihm benannt.
Caspar Phair († 1933) war einer der ersten Regierungsagenten und zugleich Gold Commissioner. An den Gewinnen aus den Rohstoffen wurden die Indianer genauso wenig beteiligt, wie an denen aus der Energiegewinnung. 1927 begann das Bridge River Power Project, das heute von BC Hydro betrieben wird. Es ist eines der größten kanadischen Stromgewinnungsprojekte und besteht aus drei Stauseen. 1960 wurde der Bridge River aufgestaut und sein Wasser in den Seton Lake (Tsal'álh) umgeleitet. Damit brach die für die St'at'imc lebensnotwendige Lachspopulation zusammen. Diese Entwicklung hatte bereits 1903 am Seton Lake eingesetzt.
1913 wurde die Pacific Great Eastern Railway mitten durch das St'át'imc-Gebiet gebaut. Dort wo heute die Shalalth und Seton Portage leben, wurde der beste Boden konfisziert, und diente der Versorgung der Bahn und der neu entstehenden Orte.

### Klagen, Streit um Fischereirechte und Erhalt der Wälder
Als die McKenna-McBride-Kommission die Indianerreservate aufsuchte, beschwerten sich die Häuptlinge über den Raubbau an Wäldern, Seen und Wildbestand. 1915 schrieb der Xaxl'ip-Häuptling Thomas Adolph an das Department of Indian Affairs, dass der Eisenbahnbau ihr Land zerstöre, und er forderte Kompensationen und Schutz. 1916 reiste eine Delegation der gerade gegründeten Indian Rights Association nach Ottawa, um Klage gegen die Landentfremdungen zu erheben. Drei Häuptlinge der Lillooet nahmen daran teil: Xaxl'ip-Chief Thomas Adolf, der bereits die Deklaration von 1911 unterzeichnet hatte, T'it'q'et-Häuptling James Raitasket und Lil'wat-Häuptling William Pascal, der 1927 erneut nach Ottawa reiste.
1917 forderte der Sekw'el'was-Häuptling Jean Baptiste erneut Kompensationen, und versuchte diese mit Hilfe von Rechtsanwälten vor Gericht durchzusetzen. Doch 1927 untersagte die kanadische Regierung allen Ureinwohnern, Geld für entsprechende Rechtsvertretungen auszugeben.
Noch 1975 zerstörten Beamte des Canadian Department of Fisheries and Oceans (DFO) zahlreiche Fischnetze, und 53 Lil'wat wurden verhaftet. Drei Jahre später protestierte Nxwisten-Häuptling Saul Terry gegen die Restriktionen der DFO am Bridge River. Er war der erste Vorsitzende der Union of BC Indian Chiefs. 1979 kam es erneut zu einer Verhaftung, doch führte diese dazu, dass die Fischereirechte der Indianer von einem Gericht anerkannt wurden. Im selben Jahr konnten die Indianer einen Kahlschlag am Mount Currie durch die Canadian Forest Products Company verhindern.
In Fortsetzung ihrer Forderung nach Eigenständigkeit und Selbstregierung gründete der St'át'imc Chiefs Council am 26. Juli 1988 am Bridge River die Lillooet Tribal Peacekeepers Commission und die Lillooet Tribal Peacekeepers Force. Im selben Jahr reiste Häuptling Leonard Andrew nach Neuseeland, um die dort ansässige Fletcher Challenge Company von Abholzungen im Stein Valley abzubringen. 1990 wurden bei Straßenblockaden gegen die Enteignung von Land zugunsten des Ausbaus von Highway 99 wiederum 63 Personen verhaftet, und vor Gericht gezogen. Aus Solidarität mit den Mohawk (Oka-Krise) blockierten hundert St'át'imc hundert Tage lang die Eisenbahn bei Seton Portage. Hierbei wurden rund 100 Indianer verhaftet. Bereits im Februar 1991 blockierten sie erneut eine Straße, diesmal gegen Holzeinschläge der International Forest Products Ltd. Hierbei ging es, wie so oft im Zusammenhang mit Waldgebieten, auch um Heilige Stätten und Felszeichnungen. Gegen das Vorgehen der Regierung protestierte der Stamm beim Internationalen Gerichtshof.

### Unterschutzstellung des Stein Valley, Besetzungen, Winterspiele 2010

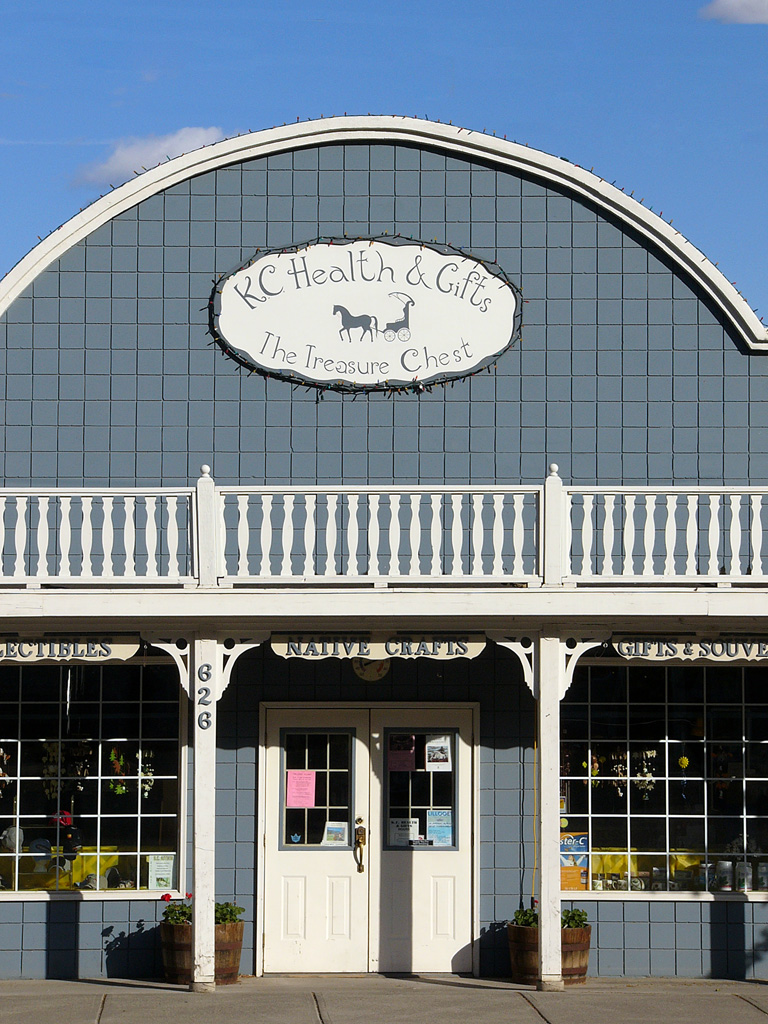
Verkauf von „native crafts“ in Lillooet

1993 verzeichneten die Lil'wat und Nlaka'pamux einen ersten Erfolg, denn der spätere Stein Valley Nlaka'pamux Heritage Park wurde unter Schutz gestellt. Doch bereits 1998 mussten sie erneut zum Mittel der Blockade greifen, um Holzeinschläge am Seton Lake durch die Ainsworth Lumber Company zu verhindern, ähnlich am Highway 99. Trotz der Delgamuukw Decision, die grundsätzlich die Mitspracherechte anerkannte, wollte die Regierung von British Columbia ihren Ausbauplan durchsetzen. Damit entschied der Oberste Gerichtshof, dass vor 1867 (für British Columbia vor 1871) die Rechte der Ureinwohner niemals ausgelöscht worden seien, und sie daher seit der Gründung Kanadas fortbestehen. Außerdem hielten mehrere Gerichtsurteile fest, dass den Indianern das Recht zusteht, ihre besondere Kultur ihren Kindern nahezubringen, wobei das Territorium integraler Bestandteil sei. Daher müsse bei jeder Entscheidung, die dieses Land betrifft, eine Konsultation mit dem betroffenen Stamm erfolgen. 1997 entschied der Oberste Gerichtshof, dass die Rechte sich auf Rechte an Land, Ressourcen und das Recht auf kulturelle Traditionen sowie auf politische Autonomie beziehen.
Die Stämme der Region rückten zunehmend zusammen und koordinierten ihren Widerstand gegen die Ausbeutung ihrer Heimat. So blockierten sie gemeinsam die Ausbaupläne am Melvin Creek durch das Cayoosh-Ski-Resort-Projekt. Diese Ausbaupläne hingen bereits mit den Olympischen Winterspielen 2010 zusammen, und die Betreiber standen schon zuvor in erbitterten Auseinandersetzungen mit den Secwepemc über einen 70-Millionen-Dollar-Ausbau des Sun Peaks Ski Resort bei Kamloops. 2002 beschwerten sich die Indianer offiziell beim Internationalen Olympischen Komitee.
Vom 24. April bis 24. Juni 2006 blockierten N'quatqua eine Straße bei D'Arcy, um Holzfäller-LKW aufzuhalten. Dabei handelte es sich um den Schutz von 85 ha Urwald (old growth). Zusätzlich verklagte der Stamm die beiden Hauptverursacher von Waldzerstörungen in ihrem Gebiet, die Unternehmen CRB Logging und Ainsworth Lumber.
Die Lillooet haben 2004 angesichts umfassender Nutzungs- und Umwandlungsversuche ihrer Heimat einen eigenen Landnutzungsplan aufgestellt, in dem nicht nur ökonomische, sondern auch ökologische und historisch-kulturelle Aspekte berücksichtigt werden.
Das Lost Valley (Slala'xen) ist mit 10.000 ha Fläche das größte, noch nie abgeholzte Gebiet im Gebiet der Cayoosh Range. Es handelt sich also zum einen um Urwald, zum anderen befinden sich an einem rund 20 km langen alten Handelsweg zahlreiche Culturally Modified Trees, Bäume also, die Bearbeitungsspuren der vergangenen Jahrhunderte aufweisen. Sie stellen eine Art historisches Archiv der vorschriftlichen Epochen dar. 2005 gestattete die Regierung von British Columbia dennoch die Abholzung umfangreicher Gebiete durch BC Timber Sales, ohne überhaupt Kontakt mit den Indianern aufgenommen zu haben. Zudem befindet sich das Unternehmen vollständig im Besitz der Provinz. Die Erlaubnis steht darüber hinaus in scharfem Gegensatz zum kurz zuvor veröffentlichten Landnutzungsplan der St'át'imc, denn dort finden sich zahlreiche schutzwürdige Biotope. Gefährdet sind dadurch etwa alte Waldbestände, Grizzlybären, Schneeziegen, Marmelalke, Wild und Trinkwasser.
Ähnlich verlief die Entwicklung im Tal des Melvin Creek, in dem die Regierung den Bau eines Sportgebiets im Jahr 2000 ebenfalls ohne jede Konsultation gestattete. Dieses Vorhaben lehnte der St'át'imc Chiefs Council am 17. August einstimmig ab. Das Projekt konnte gestoppt werden, doch mit den Olympischen Winterspielen wuchs wieder der Druck auf die Schutzgebiete.
Die Erhaltung dieser Gebiete ist den Stämmen aus ökologischen Gründen wichtig, aber auch zum Erhalt ihrer traditionellen Lebensweise, und um mittels Ökotourismus ein wirtschaftliches Standbein aufzubauen.

## Die heutigen Hauptgruppen
Die voreuropäische und vor allem die koloniale Entwicklung führte zu komplizierten regionalen und kulturellen Aufspaltungen innerhalb der in der zerklüfteten und oftmals schwer zugänglichen Gebirgslandschaft. Die St'at'imc sind dementsprechend sprachlich, kulturell sowie geographisch in zwei Hauptgruppen unterteilt:
den Upper St'at'imc (Upper Lillooet oder Fraser River Lillooet) in der Umgebung der heutigen Stadt Lillooet am Fraser River – sie selbst bezeichnen sich als STLA'-tlei-mu-wh und sprechen St'at'imcets, den Dialekt der Upper St'at'imc, und
den Lower St'at'imc (Lower Lillooet oder Mount Currie Lillooet) in der Umgebung des heutigen Mount Currie, den sie Ts'zil nennen, im Pemberton Valley sowie südwärts bis zu Skookumchuck – sie selbst bezeichnen sich als LEEL'-wat-OOL – ‘das wahre Volk’, ‘die wahren Lillooet’ (hiervon wurden die Wörter ‘Lillooet’ und ‘Lilwat’ abgeleitet); sie sprechen Ucwalmícwts (oo-kwal-MEWK), den Dialekt der Lower St'at'imc (Lillooet).
Da die Begriffe St'at'imc und Lillooet oft als Sammelbezeichnung für alle Gruppen dieses Binnen-Salish-Volkes verwendet werden, können oft Verwechslungen zwischen den einzelnen Gruppen auftreten. Besonders bei historischen Quellen kann häufig nicht mehr geklärt werden, ob sich der Bericht auf eine der Hauptgruppen oder auf die ganze First Nation bezieht.
Eine dritte Gruppe wird nur vereinzelt anerkannt – die sog. Lakes Lillooet (Tsala’lhmec – ‘Volk am See’), die zwischen den Territorien der Upper St'at'imc und Lower St'at'imc im Gebiet des Seton Lake und des Anderson Lake lebten – deren Nachfahren sind die heutigen N'quatqua (auch Anderson Lake Indian Band) und Seton Lake First Nation (auch Seton Lake Indian Band).

### Upper St'at'imc
Das Traditionelle Territorium der verschiedenen Gruppen der Upper St’át’imc erstreckte sich westlich des Fraser River von der Mündung des Pavilion Creek (Sk’elpáqs) bis zum Texas Creek in den Bergen oberhalb des Bridge River (Xwisten) und westwärts durch die Täler des Seton und Anderson Lake bis zum Duffey Lake. Das Territorium der Upper St’át’imc östlich des Fraser umfasste das Three Lake Valley (auch Fountain Valley) sowie die angrenzenden Berge und erstreckte sich bis zum Hat Creek, einem Nebenfluss des Bonaparte River.
Die Upper St’át’imc siedelten in mehreren Hauptsiedlungen am Ufer oberhalb des Fraser und auf den Sandbänken des Seton und Anderson Lake – vermutlich leitet sich das Wort ‘St’át’imc’ von einem früheren Dorf in T’at’lh am Keatley Creek her. Früher existierten in Sk’ámqain am Ufer des Seton Lake, dann Sat’ am Ort der heutigen Stadt Lillooet, Nxwísten an der Mündung des Bridge River, Cáclep (Fountain), Slha7äs und Tsal’álh am Seton Lake sowie Nk’wátkwa am westlichen Ufer des Anderson Lake bedeutende Siedlungen, neben diesen gab es jedoch noch mehrere kleinere Dörfer. In Pavilion (Tsk’wáylacw), einer im 19. Jahrhundert überwiegend ethnisch und sprachlich zu den Secwepemc gehörenden Siedlung, wird seit Anfang des 20. Jahrhunderts überwiegend St'at'imcets gesprochen, da es zu vielen Ehen zwischen Secwepemc und St’át’imc gekommen war.
Zu den Upper St'at'imc gehören folgende First Nations oder Bands:
- (N)Xwísten First Nation (sprich: ‘n-hoy-shten’, wörtlich: ‘Lächelnder Ort’, d. h. ‘Einladender Ort’, abgeleitet von Nxsesten – ‘Ort des schäumenden Wassers’, früher als ‘Bridge River Indian Band’ bezeichnet. Sie bewohnten drei Siedlungen nahe dem heutigen Verwaltungssitz Xwisten im Bridge River Valley am Zusammenfluss des Fraser und des Bridge River, 12 km nördlich der heutigen Stadt Lillooet)[9][10] (Reservate: Bridge River #1 – 2, Lillooet #1A, ca. 47 km², Einwohner: 420)[11]
- Tsal'álh First Nation (engl. Aussprache: ‘Sha-LATH’, auch Tsal’áth oder Chalath – ‘der See’, d. h. Seton Lake, auch ‘Seton Lake First Nation’. Sie siedelten an den Ufern des Seton und Anderson Lake, leben heute um Shalalth am nördlichen Ufer des Seton Lake, und gehörten zusammen mit den N'quatqua und Skimka'imx zur Gruppe der Tsala’lhmec oder ‘Lakes Lillooet’) (Reservate: Mission #5, Necait #6, Seton Lake #5A, #7, Silicon #2, Slosh #1 – 1A, Whitecap #1, ca. 18 km², Einwohner: 641)
  - Lh7us (Slosh, sprich: Slaoosh) und Nquayt (Nkiat) (bei Seton Portage,[12] gehören heute zur Seton Lake First Nation)
  - Skeil (die St'at'imcets-Bezeichnung für den Amerikanischen Pfeifhasen (auch Pika)),[13] Ohin (sprich: ‘OO(kh)win’- ‘Frostbeulen’, ‘Erfrierung’, der Name nimmt Bezug auf die strengen Winter rund um Seton Lake) und Shalalth. Sie leben östlich der Lh7us und Nquayt am Seton Lake und gehören heute zur Seton Lake First Nation.
- Ts'kw'áylaxw First Nation (sprich: ‘tis-kwhy-lagh’, in Secwepemctsín auch ‘Tsk'wéylecw’ – ‘Frost’ oder ‘frostiger Boden’, früher ‘Pavilion Indian Band’, leben 40 km nordwestlich von Lillooet und 70 km westlich des Cache Creek um Pavilion am Eingang des Fraser Canyon und am Marble Canyon, nahe dem Pavilion Lake) (Reservate: Leon Creek #2, Marble Canyon #3, Pavilion #1, 1A, 3A, 4, Ts'kw'áylaxw #5, ca. 21 km², Einwohner: 532)[14]
- Sekw’elw’ás First Nation (sprich: ‘shook-il-wash’, wörtlich: ‘in zwei Hälften gebrochen’, bezieht sich auf Big Rock, früher als ‘Cayoose Creek Indian Band’ bezeichnet, Sekw'el'wás liegt in den Cascade Mountains am Cayoosh Creek im Fraser-Tal, unmittelbar südlich von Lillooet) (Reservate: Cayoosh Creek #1, Pashilqua #2 – 2A, ca. 7 km², Einwohner: 193)
- Xaxl’íp First Nation (sprich: ‘ha-clip’, auch Xaxli'pemc, Cácelp, Cáclep – ‘Rand eines Bergsteilhangs’, früher als ‘Fountain Indian Band’ bezeichnet, Xaxl’íp, liegt ca. 15 km nordöstlich des heutigen Lillooet am British Columbia Highway 99 in der Central Interior-Fraser Canyon Region, in der Nähe des Fountain Lake) (Reservate: Chilhil #6, Dry Salmon #7, Fountain #1, #1A-D, #2, #3, #3A, #4, #9 – 12, Fountain Creek #8, Quatlenemo #5, ca. 16 km², Einwohner: 965)
- T’ít’q’et First Nation (sprich: ‘tleet-kit’, auch T'it'k't, Tl'itl'ikt oder T’ít’q’etmec – ‘Volk der Alkali-Erde’. Sie nennen sich auch ‘Volk des P'egp'íg'7lha Clan’, des Frosch-Clans, früher als ‘Lillooet Indian Band’ bezeichnet) (Reservate: Kilchult #3 (Skwel'sút), Lillooet #1 – 1A (T'it'q'et), McCartney's Flat #4 (Qwíxwcen), Riley Creek #1B (Spel'pl'úkw), Seton Lake #5 (Sk'emqín), Towinock #2 (Txwín'ek), sowie die kleineren Gemeinden: Qáq'peqw (oder Txwín'ek) und Áku7 Cá7a (oder Scotchman Flats), ca. 15 km², Einwohner: 382)[15]
- N'quatqua First Nation (auch ‘Anderson Lake Indian Band’. Sie leben um D'Arcy am oberen Anderson Lake nordöstlich von Pemberton und gehörten zusammen mit den Tsal'álh und Skimka'imx zur Gruppe der Tsala’lhmec oder ‘Lakes Lillooet’)[16] (Reservate: Anderson Lake #5, Nequatque #1 – 3, 3A, 4, ca. 8 km², Einwohner: 309)

### Lower St'at'imc
Die Lower St'at'imc bilden genauso wie die Upper St'at'imc mehrere Siedlungsschwerpunkte sowie kleinere Dörfer:
- Lil'wat First Nation (‘da, wo sich die Flüsse treffen, zusammenfließen’), sprich: ‘leel-wat’, nennen sich Lil’wat7ul, auch Lil'wat Nation, früher auch ‘Mount Currie Indian Band’, Hauptsiedlung am Zusammenfluss dreier berühmter Lachs-Flüsse: Birkenhead, Lillooet und Green River. Ihr Wohngebiet erstreckte sich südwärts bis zum Rubble Creek, nordwärts bis zum Anderson Lake, ostwärts bis zum Oberen Stein Valley und westwärts zu den Küstenfjorden des Pazifiks, insgesamt ca. 7800 km².[17] Verwaltungssitz ist Mount Currie, am Zusammenfluss des Lillooet und Birkenhead River, ca. 70 km südwestlich von Lillooet, ca. 5 km von Pemberton und 30 km nordöstlich von Whistler (Reservate: Challetkohum #5, 9, Lokla #4, Mount Currie #1, 2, 6, 7, 8, 10, Nesuch #3, ca. 29 km², Einwohner: 2.052)
- Xa'xtsa First Nation (sprich: ‘ha-htsa’ oder ‘hahk-cha’), auch ‘Port Douglas Band’, südlichste aller St'at'imc-Gruppen. Sie leben bei Port Douglas am Oberen Harrison Lake, Xa’xtsa besteht aus zwei Siedlungen: Port Douglas, am nördlichen Ufer des Little Harrison Lake und Tipella, am westlichen Ufer des Lillooet[18] (Reservate: Douglas #8, Lelachen #6, Tipella #7, ca. 4 km², Population: 234)
- Skátin First Nations (engl. Aussprache: ‘ska-TEEN’, auch ‘Skookumchuck’ – ‘schnelles Wasser’ genannt, dem Chinook-Wawa-Wort für den Wasserfall am Lillooet River, den die St'at'imc als qmemps (k-MEMP-sh) bezeichnen, vor dem Kontakt mit den Europäern wurde diese Siedlung als die größte am unteren Lillooet River betrachtet, vergleichbar mit der Siedlung Lilwat'ul (Mount Currie). Die Siedlung Skatin (oder Skookumchuck) liegt am östlichen Ufer des Lillooet, ca. 35 km vom Harrison Lake entfernt)[19] (Reservate: Franks #10, Glazier Creek #12, Morteen #9, Perrets #11, Sklahhesten #5, 5A, 5B, Skookumchuck #4 – 4A, Sweeteen #3, ca. 7 km², Einwohner: 384)
- Samahquam First Nation (‘warm place out of the cold’, sprich: shah-MAH-kwum, lebten am Lillooet River rund um den Little Lillooet Lake, Verwaltungssitz ist Baptiste Smith am südwestlichen Ufer des Little Lillooet Lake)[20] (Reservate: Paqulh, Q'Alatku7em, Sachteen #2, 2A, Samahquam #1, ca. 2 km², Population: 303)

## Tribal Councils

### Lillooet Tribal Council
Der Lillooet Tribal Council vertritt sieben der insgesamt elf First Nations und stellt daher die größte Vertretung innerhalb der St'at'imc-First Nations dar:
- (N)Xwísten First Nation (auch ‘Bridge River Indian Band’)
- Tsal'álh First Nation (auch ‘Seton Lake First Nation’)
- Ts'kw'aylaxw First Nation (auch ‘Pavilion Indian Band’)
- Sekw’elw’ás First Nation (auch ‘Cayoose Creek Indian Band’)
- Xaxli'p First Nation (auch ‘Fountain Indian Band’)
- T'it'q'et First Nation (auch ‘Lillooet Indian Band’)
- Lil'wat First Nation (auch ‘Mount Currie Indian Band’)

Vormals gehörten die In-SHUCK-ch Nation sowie die N’Quatqua First Nation auch dem Lillooet Tribal Council an, spalteten sich jedoch 1993 ab und bildeten seither das Lower Stl'atl'imx Tribal Council, das die N’Quatqua First Nation jedoch bereits im August 2001 wiederum verließ. Sie agiert seitdem zwar politisch meist unabhängig, oftmals jedoch zusammen mit der innerhalb In-SHUCK-ch Nation als Lower Stl'atl'imx Tribal Council auftreten.

### In-SHUCK-ch Nation
Die In-SHUCK-ch Nation (bis Mai 2005 als In-SHUCK-ch Council bekannt) vertritt die Interessen folgender drei unabhängiger First Nations des Unteren Lillooet River und Oberen Harrison Lake, die sich vom Lillooet Tribal Council abspalteten und zusammen mit der N'quatqua First Nation den Lower Stl'atl'imx Tribal Council bildeten. Im August 2001 trat die N'Quat'qua First Nation wiederum aus dem Lower Stl'atl'imx Tribal Council aus, so dass diese nun gegenüber der kanadischen Regierung und anderen Organisationen unabhängig auftritt. Die durch die In-SHUCK-ch Nation vertretenen First Nations bezeichnen sich seit den 1980er Jahren als Nsvq’tsmc (sprich: 'In-SHUCK-ch micw'), abgeleitet von Nsvq’ts – 'split like a crutch', dem Namen eines in ihren Mythen heiligen Berges (als Gunsight Mountain bekannt).
Die In-SHUCK-ch Nation bildet folgende First Nations:
- Xa'xtsa First Nation (auch ‘Port Douglas Band’)
- Skátin First Nations (engl. Aussprache: ‘ska-TEEN’, auch ‘Skookumchuck’)
- Samahquam First Nation (engl. Aussprache: ‘Shah-MAH-kwum’)
- Tenas Lake Band (nahe Samahquam, wurde in die anderen drei First Nations integriert)

### Lower Stl'atl'imx Tribal Council
Als die In-SHUCK-ch Nation (vormals ‘In-SHUCK-ch Council’) und N’Quatqua First Nation sich 1993 vom Lillooet Tribal Council abspalteten, organisierten sie sich im Lower Stl'atl'imx Tribal Council, um gemeinsam politisch gegenüber der kanadischen Regierung und der Provinz in den Vertragsverhandlungen zu agieren.
- In-SHUCK-ch Nation mit den oben aufgeführten Gruppen
- N'Quat'qua First Nation (auch ‘Anderson Lake Band’)

Im August 2001 trat die N'Quat'qua First Nation zwar wiederum aus den Lower Stl'atl'imx Tribal Council aus, so dass diese nun gegenüber der kanadischen Regierung und anderen Organisationen unabhängig auftritt, stimmt sich jedoch immer noch eng mit der In-SHUCK-ch-Nation ab.

### St'at'imc Chiefs Council
Der St'at'imc Chiefs Council (SCC) vertritt alle elf St'at'imc First Nations und trifft sich turnusmäßig monatlich.
Das Ziel des Häuptlingsrats ist es, zu Fragen in Bezug auf die Landrechte der St'at'imc sowie die Nutzung der Ressourcen derselben, auf politischer Ebene eine einheitliche Meinung zu vertreten, die sich während der gemeinsamen monatlichen Ratssitzungen (engl. ‘Council’) manifestiert hat.
Lillooet Tribal Council
- (N)Xwísten First Nation (auch ‘Bridge River Indian Band’)
- Tsal'álh First Nation (auch ‘Seton Lake First Nation’)
- Ts'kw'aylaxw First Nation (auch ‘Pavilion Indian Band’)
- Sekw’elw’ás First Nation (auch ‘Cayoose Creek Indian Band’)
- Xaxli'p First Nation (auch ‘Fountain Indian Band’)
- T'it'q'et First Nation (auch ‘Lillooet Indian Band’)
- Lil'wat First Nation (auch ‘Mount Currie Indian Band’)

Lower Stl'atl'imx Tribal Council
- In-SHUCK-ch Nation
  - Xa'xtsa First Nation (auch ‘Port Douglas Band’)
  - Skátin First Nations (engl. Aussprache: ‘ska-TEEN’, auch ‘Skookumchuck’)
  - Samahquam First Nation (engl. Aussprache: ‘Shah-MAH-kwum’)
  - Tenas Lake Band (nahe Samahquam, wurde in die anderen drei First Nations integriert)
- N'Quat'qua First Nation (auch ‘Anderson Lake Band’)